# Mikiyo Tsuda
Mikiyo Tsuda (つだみきよ, 10 de janeiro) é uma mangáka feminina, escritora e ilustradora do Japão, que tem sido escritora mangá desde 1998. Mikiyo Tsuda escreve mangás Shōnen'ai, centrados em torno de relações homossexuais.

## Trabalhos
- The Day of Revolution (1999)
- Family Complex (2000)
- Princess Princess (2002)
- Princess Princess + (2006)
- Atsumare! Gakuen Tengoku (2008)